# Mohammed Chukri
Mohammed Chukri, en árabe: محمد شكري‎ (Beni Chikar, Protectorado español de Marruecos; 15 de julio de 1935-Rabat, 15 de noviembre de 2003), fue un escritor marroquí.

## Biografía
Chukri nació en 1935 en Beni Chikar, un pueblo situado a unos 4 kilómetros al oeste de la ciudad de Melilla, España, en la región del Rif —entonces perteneciente al protectorado español de Marruecos—, en el seno de una familia pobre y numerosa de lengua rifeña, dialecto bereber. En 1945 su padre desertó del ejército español y se trasladó con la familia a Tánger, donde Mohamed aprendió español y empezó a ganarse la vida haciendo de guía para los marineros que llegaban a la ciudad. A los once años, los malos tratos constantes de su padre —que abusaba tanto de él como de su madre, e incluso llegó a matar a uno de los hermanos de Chukri— lo llevaron a escapar de casa y a vivir en las calles de Tánger, en un ambiente dominado por la miseria, la violencia, la prostitución y las drogas.
En 1955, con apenas veinte años, ingresó en prisión, donde, con la ayuda de otro recluso, aprendió a leer y escribir el árabe clásico, lengua de cultura y amplia tradición, distinta del dialecto marroquí y de su rifeño natal. En 1956 abandonó Tánger para instalarse en Larache, donde se matriculó en una escuela primaria. Cursó estudios hasta que, ya en la década de los sesenta, regresó a Tánger, ciudad donde permanecería el resto de su vida. Allí iniciaría una vida de nocturnidad y excesos por los bares de la ciudad, frecuentados por alcohólicos y prostitutas, personajes que aparecen evocados repetidas veces en sus textos. Por esa época empezó a codearse también con escritores como Paul Bowles, Jean Genet y Tennessee Williams.
En 1966 publicó las primeras obras. En Al-Adab, revista mensual de Beirut, aparece su relato Al-Unf ala al-shati [Violencia en la playa]. En la década siguiente, Chukri conoció el éxito internacional gracias a la traducción inglesa que Paul Bowles hizo de su Al-jubz al-hafi [El pan a secas] en el año 1973, primera parte de una trilogía autobiográfica —la traducción al francés la firmó Tahar Ben Jelloun en 1980—. A su publicación, el libro fue motivo de escándalo en los países árabes. La versión original árabe no apareció hasta 1982; al año siguiente, el Ministerio de Interior de Marruecos, a cargo de Driss Basri, prohíbe la obra por recomendación de los ulemas, escandalizados por las referencias explícitas al sexo y las drogas. La prohibición no se revocaría hasta el año 2000.
La trilogía continuó con Zaman al-Ajta [Tiempo de errores], y finalmente Rostros, amores, maldiciones. También escribió libros de relatos Maynun al-Ward [El loco de las rosas] (1980); Al-jayma [La tienda] (1985) y una serie de textos autobiográficos basados en su relación con los escritores Paul Bowles, Jean Genet y Tennessee Williams, y tradujo al árabe poemas de Gustavo Adolfo Bécquer, los hermanos Antonio y Manuel Machado, Vicente Aleixandre, Federico García Lorca, José Antonio Labordeta y Susana March.
Chukri escribió su obra en lengua árabe, en un registro estándar contemporáneo caracterizado por una gran libertad —utilizando en ocasiones el dialecto marroquí y el bereber del Rif— y el tono conciso, directo y, en ocasiones, agresivo, rasgos que lo han mantenido alejado del gusto de una gran parte de los escritores y lectores en esta lengua. En árabe, el término adab [literatura], significa también, etimológicamente, buen gusto y comportamiento. Sin embargo, Chukri escribe sobre el sexo con crudeza y precisión. Relata episodios de prostitución infantil, pedofilia y homosexualidad; refiere en árabe insultos proferidos contra madres y hermanas, describe experiencias con las drogas y el alcohol; relata el odio y la violencia del padre.
Murió de cáncer el 15 de noviembre en 2003, en el hospital militar de Rabat, y fue enterrado en el cementerio Marshan de Tánger el 17 de noviembre en presencia del ministro de Cultura de Marruecos, altos funcionarios, personalidades del mundo de la cultura y de un representante de la casa real. Antes de morir, creó una fundación con su nombre que posee sus derechos de autor y conserva sus manuscritos. Chukri dejó en testamento una pensión vitalicia a Fathia, su ayudante doméstica, que lo acompañó durante más de veinte años.

## Obras

### Adaptaciones cinematográficas
El libro El pan desnudo fue adaptado al cine por Mohamed Rachid Benhadj en 2004, en una producción italo-franco-argelina.

### En español
- El pan a secas, trad. Rajae Boumediane El Metni, Barcelona, Cabaret Voltaire, 2012. [Anteriormente traducida como: El pan desnudo, trad. Abdellah Djbilou, Barcelona, Montesinos, 1989.]
- Tiempo de errores, trad. Karima Hajjaj y Malika Embarek, Barcelona, Cabaret Voltaire, 2013. [Anteriormente en Debate, 1995.]
- Rostros, amores, maldiciones, trad. Housein Bouzalmate y Malika Embarek, Barcelona, Cabaret Voltaire, 2014. [Anteriormente en Debate, 2002.]
- Paul Bowles, el recluso de Tánger, trad. Rajae Boumediane El Metni, Barcelona, Cabaret Voltaire, 2012.
- Jean Genet en Tánger, trad. Rajae Boumediane El Metni, Barcelona, Cabaret Voltaire, 2013.
- Tennessee Williams en Tánger, trad. Rajae Boumediane El Metni, Barcelona, Cabaret Voltaire, 2017.
- El loco de las rosas, trad. Rajae Boumediane El Metni, Barcelona, Cabaret Voltaire, 2015.
- Zoco Chico, trad. Karima Hajjaj y Malika Embarek, Barcelona, Cabaret Voltaire, 2016.
- La jaima, trad. Rajae Boumediane El Metni, Barcelona, Cabaret Voltaire, 2018.
- La seducción del mirlo blanco, trad. Malika Embarek y Anna María Debbane Sabbagh, Barcelona, Cabaret Voltaire, 2020.